# (639) Латона
(639) Латона (лат. Latona) — астероид главного пояса, который относится к спектральному классу S и входит в состав семейства Эос. Он был открыт 19 июля 1907 года немецким астрономом Карлом Лонертом в Гейдельбергской обсерватории и назван в честь римской богини Латоны.
Фотометрические наблюдения, проведённые в 2008 году в обсерватории Palmer Divide, позволили получить кривые блеска этого тела, из которых следовало, что период вращения астероида вокруг своей оси равняется 14,85 ± 0,01  часам, с изменением блеска по мере вращения 0,12 ± 0,02 m.